# Giffnock
Giffnock är en rådsområdeshuvudort i Storbritannien.   Den ligger i kommunen East Renfrewshire och riksdelen Skottland, i den centrala delen av landet, 500 km nordväst om huvudstaden London. Giffnock ligger 45 meter över havet och antalet invånare är 16 038.
Terrängen runt Giffnock är platt norrut, men söderut är den kuperad. Runt Giffnock är det tätbefolkat, med 308 invånare per kvadratkilometer. Närmaste större samhälle är Glasgow, 7,2 km norr om Giffnock. Trakten runt Giffnock består i huvudsak av gräsmarker.